# Lotta greco-romana ai Giochi della XVI Olimpiade - Pesi welter
La competizione della categoria pesi welter (fino a 73 kg) di lotta greco-romana dei Giochi della XVI Olimpiade si è svolta dal 3 al 6 dicembre 1956 al Royal Exhibition Building di Melbourne

## Formato
Ad ogni incontro venivano assegnate le seguenti penalità:
- 0 = Al vincitore per schienata
- 1 = Al vincitore per decisione (verdetto di tre giudici)
- 2 = Allo sconfitto per decisione (1:2)
- 3 = Allo sconfitto per decisione (0:3) o schienata

Con cinque penalità o più il lottatore veniva eliminato.
I tre lottatori rimasti disputavano un torneo finale con i risultati acquisiti nel precedenti turni.

## Risultati
| Legenda                                  | Legenda |
| ---------------------------------------- | ------- |
| Lottatore con 5 penalità o più Eliminato |         |

### 1º Turno
Si è disputato il 3 dicembre.
| Vincitore         | Pen. | Risultato | Sconfitto       | Pen. |
| ----------------- | ---- | --------- | --------------- | ---- |
| Mithat Bayrak     | 1    | 2:1       | Miklós Szilvásy | 2    |
| Mitko Petkov      | 1    | 3:0       | Oddvar Vargset  | 3    |
| Siegfried Schäfer | 0    | Schienata | Fred Murphy     | 3    |
| Vladimir Maneyev  | 1    | 3:0       | Veikko Rantanen | 3    |
| Per Gunnar Berlin | 0    | Schienata | Ernst Wandaller | 3    |
| Jay Holt          | 0    | Esentato  |                 |      |

### 2º Turno
Si è disputato il 4 dicembre.
| Vincitore         | Pen. | Risultato | Sconfitto         | Pen. |
| ----------------- | ---- | --------- | ----------------- | ---- |
| Miklós Szilvásy   | 3    | 3:0       | Jay Holt          | 3    |
| Mithat Bayrak     | 1    | Schienata | Mitko Petkov      | 4    |
| Veikko Rantanen   | 4    | 3:0       | Siegfried Schäfer | 3    |
| Per Gunnar Berlin | 0    | Schienata | Fred Murphy       | 6    |
| Vladimir Maneyev  | 1    | Schienata | Ernst Wandaller   | 6    |
|                   |      | Ritirato  | Oddvar Vargset    | 6    |

### 3º Turno
Si è disputato il 5 dicembre. 
| Vincitore         | Pen. | Risultato | Sconfitto         | Pen. |
| ----------------- | ---- | --------- | ----------------- | ---- |
| Mithat Bayrak     | 2    | 3:0       | Jay Holt          | 6    |
| Veikko Rantanen   | 5    | 3:0       | Miklós Szilvásy   | 6    |
| Vladimir Maneyev  | 2    | 2:1       | Siegfried Schäfer | 5    |
| Per Gunnar Berlin | 0    | Ritiro    | Mitko Petkov      | 7    |

### Turno finale
Si è disputato il  6 dicembre.
| Vincitore        | Pen. | Risultato | Sconfitto         | Pen. |
| ---------------- | ---- | --------- | ----------------- | ---- |
| Mithat Bayrak    |      | 3:0       | Per Gunnar Berlin |      |
| Vladimir Maneyev |      | 3:0       | Per Gunnar Berlin |      |
| Mithat Bayrak    |      | 3:0       | Vladimir Maneyev  |      |

## Classifica finale
| Pos.    | Atleta            | Nazione          | V.S. |
| ------- | ----------------- | ---------------- | ---- |
| Oro     | Mithat Bayrak     | Turchia          | 2:0  |
| Argento | Vladimir Maneyev  | Unione Sovietica | 1:1  |
| Bronzo  | Per Gunnar Berlin | Svezia           | 0:2  |
| 4       | Veikko Rantanen   | Finlandia        |      |
| 5       | Siegfried Schäfer | Germania         |      |
| 6       | Jay Holt          | Stati Uniti      |      |
| 7       | Miklós Szilvásy   | Ungheria         |      |
| 8       | Mitko Petkov      | Bulgaria         |      |
| 9       | Fred Murphy       | Australia        |      |
| 9       | Ernst Wandaller   | Austria          |      |
| 11      | Oddvar Vargset    | Norvegia         |      |